# Matijošaitis
Matijošaitis ist ein litauischer männlicher Familienname.

## Herkunft
Der Familienname ist abgeleitet vom litauischen Familiennamen Matijošius (+ Suffix -aitis), dieser von hebräischer Sprache (siehe Matitjahu).

## Weibliche Formen
- Matijošaitytė (ledig)
- Matijošaitienė (verheiratet)

## Namensträger
- Marius Matijošaitis (*  1992), Politiker,  Seimas-Mitglied
- Visvaldas Matijošaitis  (* 1957), Politiker und Unternehmer, Bürgermeister von Kaunas